# Кин (посёлок)
Кин (яп. 金武町 Кин-тё:) — посёлок в Японии, находящийся в уезде Кунигами префектуры Окинава. Площадь посёлка составляет 37,79 км², население — 11 074 человека (1 августа 2014), плотность населения — 293,04 чел./км².

## Географическое положение
Посёлок расположен на острове Окинава в префектуре Окинава региона Кюсю. С ним граничат город Урума и сёла Онна, Гинодза.

## Население
Население посёлка составляет 11 074 человека (1 августа 2014), а плотность — 293,04 чел./км². Изменение численности населения с 1980 по 2005 годы:
| 1980 | 9745 чел.   |  |
| 1985 | 10 005 чел. |  |
| 1990 | 9525 чел.   |  |
| 1995 | 9911 чел.   |  |
| 2000 | 10 106 чел. |  |
| 2005 | 10 619 чел. |  |

## Символика
Цветком посёлка считается цветок сакуры.